# Patrice Halgand

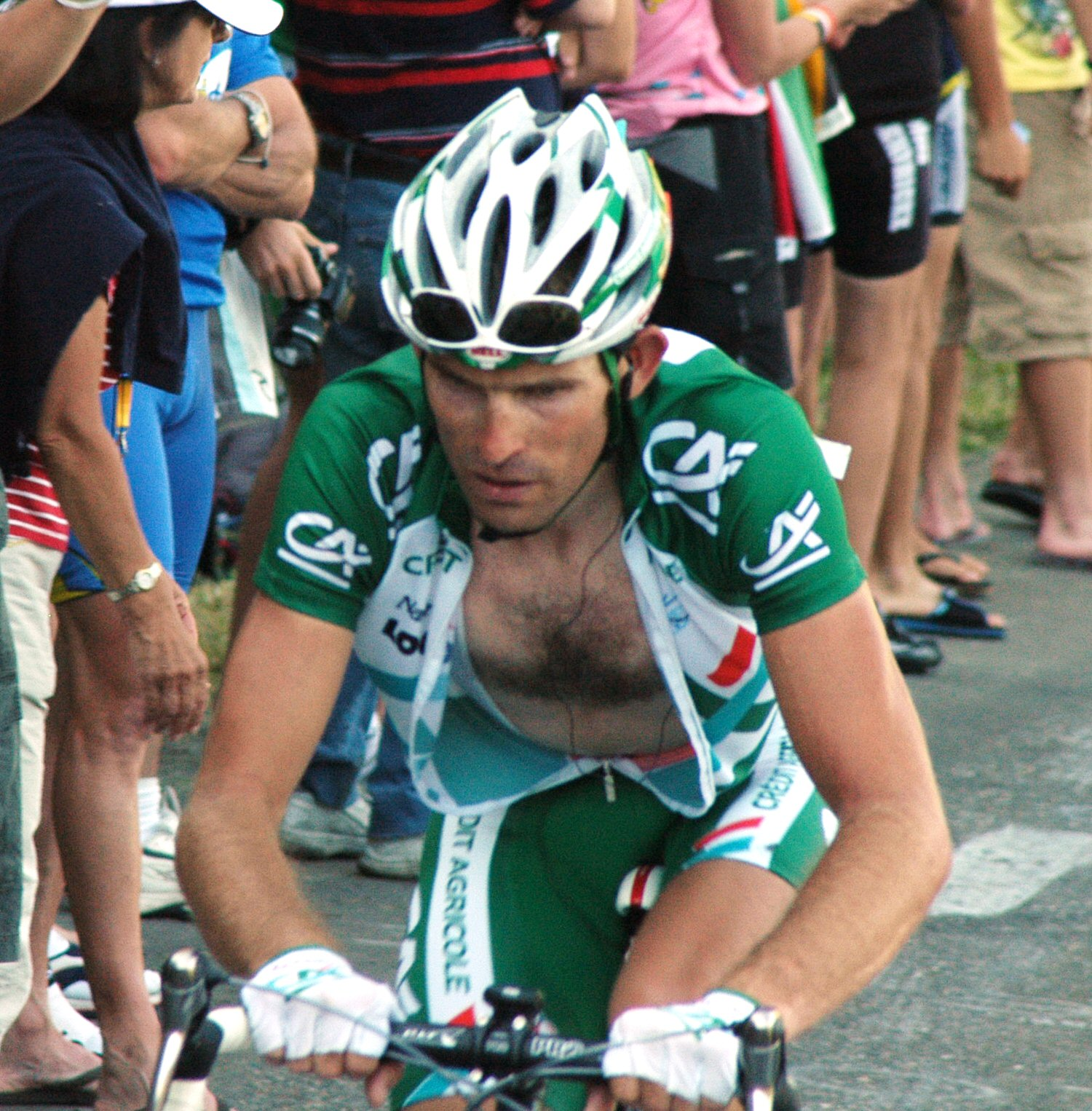
Patrice Halgand bei der Tour de France 2007

Patrice Halgand (* 2. März 1974 in Saint-Nazaire) ist ein ehemaliger französischer Radrennfahrer.

## Sportliche Karriere
Halgand erhielt 1995 bei dem französischen Radsportteam Festina einen Vertrag. Seinen ersten internationalen Erfolg auf der Straße feierte er 1997, als er die Gesamtwertung und eine Etappe des Etoile de Bessèges gewann. 2000 wechselte er zu Jean Delatour, wo er sich die Gesamtwertung des Coupe de France sicherte, aber kein einzelnes Rennen für sich entscheiden konnte.
Ein Jahr später gewann er die Rothaus Regio-Tour. Sein erfolgreichstes Jahr hatte er 2002, als er jeweils eine Etappe bei der Dauphiné Libéré und bei der Tour de France gewann und damit seine einzigen Erfolge in der UCI ProTour. Ab 2004 fuhr er für das spätere ProTeam. Crédit Agricole. Bei der Route du Sud gewann er 2005 eine Etappe. 2007 entschied er jeweils eine Etappe der Tour de l’Ain und 2008 der Tour de Wallonie für sich.
Hagland entwarf eine eigene Linie von Radsportkleidung, testet Fahrräder für eine Kolumne des Vélo Magazine und fungiert als Chauffeur der Journalisten von L’Équipe bei der Tour de France. 2013 startete Hagland bei mehreren Querfeldeinrennen in Frankreich.

## Erfolge
1997
- Gesamtwertung Etoile de Bessèges
- Gesamtwertung und eine Etappe Vuelta Ciclista de Chile

2000
- eine Etappe Regio-Tour
- Gesamtwertung und eine Etappe Tour du Limousin

2001
- eine Etappe Critérium International
- Gesamtwertung und zwei Etappen Regio-Tour
- Circuit de l’Aulne

2002
- eine Etappe Vier Tage von Dünkirchen
- eine Etappe Dauphiné Libéré
- eine Etappe Tour de France
- Gesamtwertung und eine Etappe Tour du Limousin

2005
- eine Etappe Route du Sud

2006
- eine Etappe Route du Sud

2007
- eine Etappe Tour de l’Ain

2008
- eine Etappe Tour de Wallonie

## Teams
- 1995–1999 Festina-Lotus
- 2000–2003 Jean Delatour
- 2004–2008 Crédit Agricole